# Apollo 16
L'Apollo 16 (16-27 d'abril del 1972) fou la desena missió tripulada del programa Apollo de la NASA, així com el cinquè i penúltim vol a aterrar a la Lluna. Fou la segona «missió J» del programa, cosa que comportava una estada prolongada a la superfície lunar i un intens estudi geològic assistit per l'ús del Lunar Roving Vehicle (LRV). La seva destinació, l'Altiplà de Descartes, havia estat seleccionada pel seu potencial origen volcànic, tot i que l'anàlisi posterior de les mostres recollides per l'Apollo 16 desmentí aquesta hipòtesi.
Va ser llançat el 16 d'abril de 1972 mitjançant un coet de llançament del tipus Saturn 5. Va aconseguir posar-se a la Lluna el 21 d'abril de 1972 a 8,6° S 15,5° i duent com tripulants a John W. Young -comandant- i Charles M. Duke a bord del mòdul de descens lunar (LM) batejat Orion.